# Хитровка (Московская область)
Хитровка — деревня в городском округе Кашира Московской области.

## География
Находится в южной части Московской области на расстоянии менее 3 км на восток по прямой от железнодорожной станции Кашира.

## История
Известна с 1785 года. В 1917 году отмечено 45 дворов, в 1995 году — 44. В ходе коллективизации был основан колхоз «1 Мая». До 2015 года входила в состав городского поселения Кашира Каширского района.

## Население
Постоянное население составляло 71 человек в 2002 году (русские 97 %), 79 в 2010 году.